# Henrich Höhle
Henrich Wilhelm Höhle (* 17. Februar 1806 in Waldeck; † 15. Mai 1849 ebenda) war ein deutscher Bürgermeister und Politiker, MdL Waldeck.

## Leben
Höhles Vater war der Landstand Christian Höhle (1775–1849), seine Mutter war Anna Catharina Hankel (1776–1836). Henrich Wilhelm Höhle heiratete 1838 Christiane Dorothea Höhle (1807–1880). Höhle war Ackermann in Waldeck. Von 1838 bis 1848 war er Bürgermeister der Stadt Waldeck. Im gleichen Zeitraum war Höhle auch Waldeckischer Landstand.